# Melchitská archieparchie Banias
Řecko-melchitská archieparchie Baníjás je archieparchie Melchitské řeckokatolické církve nacházející se v Libanonu.

## Území
Archieparchie zahrnuje jihovýchodní část Libanonu. Rozděluje se do 11 farností. K roku 2012 měla 2500 věřících, 15 diecézních kněží, 2 řeholní kněze, 2 řeholníky a 8 řeholnic.
Arcibiskupským sídlem je Marjayoun, kde se také nachází hlavní chrám – katedrála svatého Petra.

## Historie
Ve 4. století na tomto území již stála starověká diecéze Cesarea Philippi. Roku 1724 zde byla zřízena eparchie, která byla roku 1768 potlačena.
Dne 25. února 1886 byla eparchie obnovena a 18. listopadu 1964 byla povýšena na archieparchii.

## Seznam biskupů a arcibiskupů
- Basile Finan (1724–1752)
- Maximos Sallal El Fakhoury (1759–1768)
  - potlačena (1768–1886)
- Barakat Geraigiry (1886–1898)
- Clemente Malouf, B.S. (1901–1941)
- Isidore Fattal (1943–1943)
- Basilio Antonio Leone Kilzi, B.A. (1944–1951)
- Athanase Ach-Chaer, B.C. (1951–1984)
- Nicolas Hajj, S.D.S. (1984–1985)
  - Sede vacante (1985–1989)
- Antoine Hayek, B.C. (1989–2006)
- Georges Nicolas Haddad, S.M.S.P. (od 2006)